# 프랑켄슈타인의 저주
프랑켄슈타인의 저주(The Curse Of Frankenstein)는 영국에서 제작된 테런스 피셔 감독의 1957년 공포 영화이다. 피터 커싱 등이 주연으로 출연하였고 안소니 힌즈 등이 제작에 참여하였다.

## 출연

### 주연
- 피터 커싱
- 하젤 코트

### 조연
- 로버트 유쿼하트
- 크리스토퍼 리
- 멜빈 헤이스
- 발레리 가운트
- 알렉스 갤리어
- 마이클 멀캐스터
- 샐리 월쉬
- 미들턴 우즈
- 레이몬드 레이
- 조세프 버만
- 유진 레히
- 바틀렛 멀린스

## 제작진
- 원작자: 메리 쉘리
- 협력프로듀서: 안소니 넬슨 케이스
- 미술: 버나드 로빈슨
- 의상: 몰리 아버스놋
- 배역: 도로시 홀로웨이